# Sunny Beach
Sunny Beach (denumire în limba engleză promovată de autoritățile bulgare; în bulgară Слънчев бряг, transliterat: Slăncev Breag; ambele însemnând „Plaja Însorită”) este o stațiune turistică pe litoralul Mării Negre aflată în comuna Nesebăr, regiunea Burgas, Bulgaria.

## Turism
Sunny Beach are o populație permanentă foarte mică, dar în timpul verii stațiunea găzduiește multe mii de turiști.
Stațiunea este decorată încă din 1996 cu premiul Blue Flag pentru servicii de înaltă calitate, condiții excelente de cazare și grijă față de mediul înconjurător.

## Transport
Datorită poziționării sale față de orașele Burgas și Varna, stațiunea este accesibilă și pentru turiștii care călătoresc cu avionul, aeroporturile cele mai apropiate fiind în cele două orașe, aflate la 30, respectiv 90 km distanță.

## Atracții turistice
Plaja este acoperită cu nisip auriu și fin pe o distanță de 8 km lungime și circa 50 metri lățime de ea. De-a lungul acesteia s-au format dune de nisip unde se regăsesc 16 specii de plante rare. Turiștii au la dispoziție echipamente de sporturi nautice, printre care: windsurfing, para-sailing și schi nautic și sporturi terestre precum, teren de tenis,  tenis de masă, volei de plajă, bowling, mini-golf și închirieri de biciclete. De-a lungul plajei turiștii pot încerca tratamentele Fish SPA.
Parcurile acvatice notabile sunt: Action Aqua Park, care este situat în partea de vest a stațiunii și are 13 piscine cu tobogane și curse acvatice, Kuban Aqua Park, amplasat în grădina hotelului cu același nume și  Pirates of the Caribbean Aqua Park, care este situat în partea sudică a stațiunii și este destinat exclusiv copiilor.

## Istorie
Construcția stațiunii Sunny Beach a început în perioada comunistă, în 1958. Lucrările de construcție au început într-un loc în care fuseseră două puțuri vechi care furnizau apă pentru Nesebăr în timpuri străvechi și în Evul Mediu.

## Clima
Vremea in Sunny Beach este influențată de climat Umede subtropicale. Temperaturile în Sunny Beach (Bulgaria), care sunt prezentate mai jos, sunt temperaturile medii și le poate varia oarecum în jurul acestor valori.
| Luna                               | Jan         | Feb         | Mar         | Apr         | May         | Jun         | Jul         | Aug         | Sep         | Oct         | Nov         | Dec         | An            |
| ---------------------------------- | ----------- | ----------- | ----------- | ----------- | ----------- | ----------- | ----------- | ----------- | ----------- | ----------- | ----------- | ----------- | ------------- |
| Temperatura maximă (media) °C (°F) | 7 (45)      | 9 (48)      | 12 (54)     | 16 (61)     | 23 (73)     | 27 (81)     | 30 (86)     | 30 (86)     | 25 (77)     | 20 (68)     | 14 (57)     | 9 (48)      | 19.0 (66.2)   |
| Temperatura medie zilnică °C (°F)  | 3 (37)      | 5 (41)      | 8 (46)      | 12 (54)     | 19 (66)     | 23 (73)     | 25 (77)     | 25 (77)     | 21 (70)     | 16 (61)     | 11 (52)     | 5 (41)      | 15.1 (59.2)   |
| Temperatura minimă (media) °C (°F) | 1 (34)      | 2 (36)      | 4 (39)      | 8 (46)      | 14 (57)     | 18 (64)     | 21 (70)     | 21 (70)     | 17 (63)     | 12 (54)     | 7 (45)      | 2 (36)      | 10.6 (51.1)   |
| Precipitații medii anuale          | 44.3 (1.74) | 47.6 (1.87) | 48.2 (1.90) | 69.8 (2.75) | 49.9 (1.96) | 32.1 (1.26) | 27.6 (1.09) | 28.4 (1.12) | 45.5 (1.79) | 62.2 (2.45) | 68.9 (2.71) | 57.1 (2.25) | 581.6 (22.90) |
| Umiditatea medie relativă (%)      | 82          | 78          | 75          | 76          | 76          | 74          | 71          | 72          | 72          | 77          | 80          | 81          | 76            |
| Ore însorite (media)               | 95          | 112         | 158         | 184         | 275         | 317         | 356         | 337         | 247         | 203         | 118         | 101         | 2,503         |
| Temperatura medie a apei mării     | 9 (48)      | 7 (45)      | 8 (46)      | 12 (54)     | 18 (64)     | 24 (75)     | 26 (79)     | 27 (81)     | 24 (75)     | 19 (66)     | 14 (57)     | 11 (52)     | 17 (62)       |